# Malcolm Glazer
Malcolm Irving Glazer (Rochester, 1928. augusztus 25. – Palm Beach, 2014. május 28.) amerikai üzletember. A First Allied Corporation elnöke és vezérigazgatója volt, tulajdonában állt a Manchester United angol labdarúgóklub és a Tampa Bay Buccaneers (National Football League).

## Fiatalkora
Glazer Rochesterben (New York) született, Abraham és Hannah Glazer litván bevándorlók ötödik gyermekeként. Nyolc évesen kezdett el apja óragyártó üzletében dolgozni. Tizenöt éves korában, mikor apja meghalt, elkezdett órákat árulni, hogy támogassa családját. Glazer apja haláláról a következőt mondta: „valószínűleg a legtragikusabb dolog volt, ami az életemben történt, de valamilyen szinten jó is volt [...] férfivé tett.” Rövid ideig tanult a Sampson College-ban, mielőtt elhagyta volna az iskolát, hogy órákat és ékszereket áruljon.

## Sportcsapatok

### Tampa Bay Buccaneers
Galzer 1995. január 16-án vásárolta meg a Tampa Bay Buccaneerst, Hugh Culverhouse halálát követően. 192 millió dollárt fizetett, ami akkor ligarekordnak számított. A csapat elnöke volt, míg fiai Bryan, Joel és Edward társelnökök voltak.
Miután a Glazer-család megvette a csapatot, a Buccaneers elkezdett sikeres lenni. 131 mérkőzést nyertek meg az alapszakaszban, hétszer a rájátszásba jutottak és megnyerték a Super Bowl XXXVII-t és a Super Bowl LV-t, az utóbbit már Glazer halála után. A csapat megvásárlása előtt a Buccaneers mindössze 87 mérkőzést nyert meg 19 szezon alatt és csak háromszor jutott a rájátszásba.
Tampa Bay ezek mellett megdöntötte a klubrekordot a legtöbb győzelemért egy alapszakaszban, 12-vel, 2002-ben. Az öt legsikeresebb szezonjuk mind a Glazerek alatt jött (12 győzelem 2002-ben, 11 győzelem 2021-ben, 2005-ben és 1999-ben, illetve 10 győzelem 2010-ben, 2000-ben és 1997-ben).

### Manchester United
Glazer 2003 és 2005 között vásárolta meg a Manchester United angol labdarúgóklubot, 790 millió fontért. A csapat eladása ellen tiltakoztak a United rajongói. Glazer 2006-os stroke-ját követően két fia, Joel és Avram Glazer vették át a klub irányítását, akik azóta is a klub elnökei. Halála idején a család a csapat 90%-át tulajdonolta, amelyet hat részre osztottak, mindegyik gyereke a csapat 15%-át kapta meg.

### Bajnoki címek

#### Tampa Bay Buccaneers
- Super Bowl XXXVII-győztes

#### Manchester United
- Öt Premier League-cím (2007, 2008, 2009, 2011, 2013)[8]
- UEFA-bajnokok ligája-győztes (2008)[4][9]

## Magánélete
Glazer 1961-ben házasodott össze feleségével, Lindával. A floridai Palm Beach-en éltek és a Palm Beach Zsinagógát látogatták. Öt gyerekük született: Avram Glazer, Kevin, Bryan Glazer, Joel Glazer, Edward Glazer és Darcie S. Glazer Kassewitz.

## Halála
Glazer 2006 áprilisa óta betegeskedett, mikor két stroke-ja is volt. 2014. május 28-án halt meg, 85 évesen.
Halálának időpontjában a Forbes szerint 4 milliárd dolláros volt vagyona.